# براکیتا
براکیتا (به لاتین: Beraketa) یک منطقهٔ مسکونی در ماداگاسکار است که در Bekily District واقع شده‌است.
 براکیتا  ۱۴٬۰۰۰ نفر جمعیت دارد و ۵۳۷ متر بالاتر از سطح دریا واقع شده‌است.